# Język isaka
Język isaka (a. i’saka) , także krisa – język papuaski używany w prowincji Sandaun w Papui-Nowej Gwinei. Według danych z 2003 roku posługuje się nim 420 osób.
Jego użytkownicy zamieszkują miejscowości Krisa i Pasi. Jest zagrożony wymarciem. Znajduje się pod presją języka tok pisin. który stanowi preferowany środek komunikacji dla wszystkich grup wiekowych. Młodsze osoby mają ograniczoną (bądź bierną) znajomość isaka. Zaobserwowano znaczne wpływy tok pisin.
Jest językiem tonalnym. Należy do rodziny języków skou. Niemniej jest jedynie daleko spokrewniony z sąsiednimi przedstawicielami tej rodziny.
Sporządzono opis jego gramatyki (2004) . Nie wykształcił piśmiennictwa.